# クラスメイトPC
クラスメイトPC(Classmate PC) は、開発途上国の子供向けにインテルが投入した低価格パーソナルコンピュータ。以前は Eduwise と呼ばれていた。OLPC (One Laptop Per Child) の OLPC XO-1 とは、ターゲットとする市場が似ているし、方向性が似ている。営利目的ではあるが、クラスメイトPCの製造はICT4Dプロジェクトの一環と見なされている。ネットブックに分類される。

## インテル World Ahead プログラム
インテルの World Ahead プログラムは2006年5月に始まった。このプログラムは低価格ノートパソコンを設計し、それに基づいてサードパーティの製造業者が低価格マシンを製造し、それぞれのブランドで販売する、ということも含む。
クラスメイトPCはインテルによるリファレンス設計である。インテル自身は製造しないが、そのためのチップセットは製造している。このリファレンス設計を世界中のOEMが使って、それぞれのブランドのクラスメイトPCを製造する。

## 技術

### クラスメイトPC （第1世代）
2006年9月28日時点のリファレンスハードウェア設計は以下の通り。
- 専用小型筐体 245mm×196mm×44mm
- CPU: Intel Celeron M (915GMS + ICH6-M)、900 MHz（1次キャッシュ 32KB、2次キャッシュなし、FSB 400 MHz）

- 800×480 7"-インチLCD, LVDSインタフェース, LED B/L
- DDR2 SDRAM 256MB
- フラッシュメモリ 1GB/2GB（USB経由）
- 10/100M イーサネット
- Realtek 無線LAN 802.11b/g、アンテナ付き（USB経由）
- Intel GMS915 グラフィックス統合チップセット（8MB共有メモリ）
- マイクロフォン内蔵
- ステレオスピーカー内蔵
- ステレオオーディオ、外部スピーカー、マイク用ジャックあり。
- キーボード内蔵
- タッチパッドと左右ボタン
- 無線式ペンを使った独自の手書きノート作成機能
- TPM1.2 （インフィニオン・テクノロジーズまたはWinbond製の Trusted Platform Module を使用）による盗難防止機能
- 電源:
  - 4-セル Li-ion電池（アダプタ付き） - 約2.5時間使用可能
  - 6-セル Li-ion電池（オプション） - 約4時間使用可能

### 第2世代
初代クラスメイトPCの後継は、2008年4月、2go PC として発表され、各所でレビューされた。その後、後継機の別の写真も出てきた。第2世代は2008年4月3日のIDFで公開となった。第1世代からの主な強化点は以下の通り。
- パラレルATAの30GB HDD（さらに、メモリディスクとして1GB/2GB/4GB）
- Webカメラ内蔵
- 9インチLCD（7インチLCDもある）
- 最大512MBのRAM
- 802.11s（メッシュネットワーク用、今のところLinuxでのみ利用可能）
- 6-セルのバッテリーで、最大6.5時間使用可能
- タッチスクリーン - ペンとオンスクリーンのソフトキーボード
- タブレットモード - タブレットモード専用の単純なユーザインタフェース。
- ソフトウェアの強化 - ネットワーク接続、コンピュータ管理を簡易化。教育向きのコンテンツ。

### 第3世代

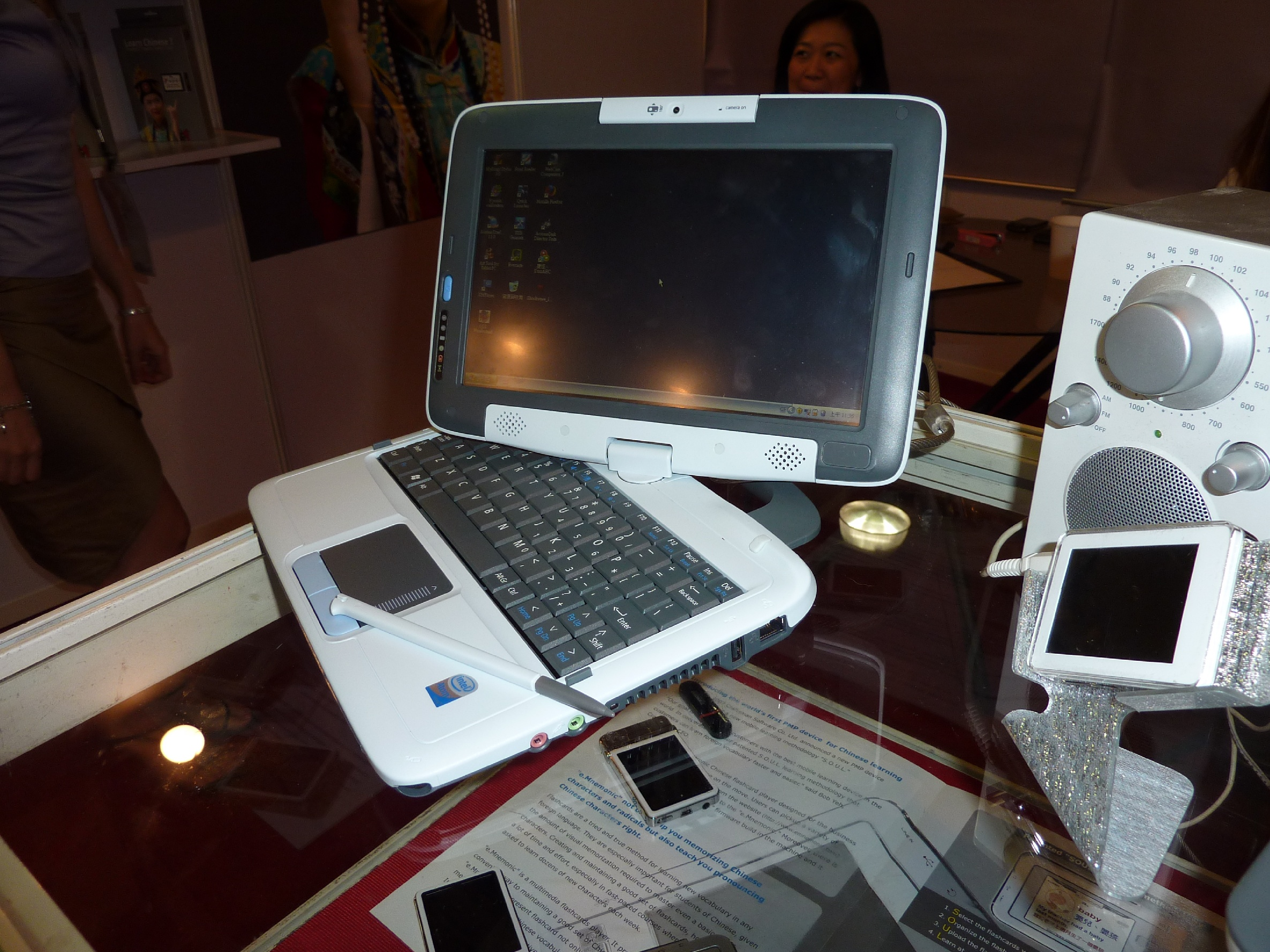
第3世代のクラスメイトPC

COMPUTEX 2009 で、インテルは第3世代のクラスメイトPCを発表した。カメラと重力センサを内蔵している。第3世代のクラスメイトPCのタブレットPCとしての写真もある。

### Intel-Powered Convertible Classmate PC
CTL 2go とも呼ばれるクラスメイトPCは、2009年1月のCESで発表された。通常のノートパソコン型とタブレットPC型に変形可能で、タブレットPC型では子供たちがより自然に字を書いたり絵を描いたりできる。初期モデルの仕様は以下の通り。
- デュアルモード: タブレットモードとノートパソコンモード
- ノートパソコンモードでは、画面を180度回転でき、容易に複数人で共有できる。
- 1.6GHz Intel Atom プロセッサ
- 1GB RAM（最大2GB）
- 60GB HDD（パラレルATA、1.8インチ、ZIFソケット）
- 8.9インチ タッチスクリーンで、画面に直接文字を書いたり絵を描いたりできる。
- 180度回転可能な内蔵カメラ
- 可搬性: 持ち手つきで、小型軽量
- 防水キーボード
- 教育向け機能やタッチスクリーン対応ソフトウェアを搭載
- SDカードリーダー
- Windows XP インストール版（標準）と Windows XP Professional インストール版（186ドル高い）

### ソフトウェア
インテルは、クラスメイトPCがLinuxでもWindows XP Professionalでも動作すると発表した。インテルは世界各国でその国の言語のローカライズされたLinuxディストリビューションを動作させる作業を行っている。
インテルは Mandriva と共同で、同LinuxディストリビューションをクラスメイトPC向けにカスタマイズした。
現在、以下のLinuxディストリビューションが動作する。
- Mandriva Linux
- Metasys （ブラジルのLinuxディストリビューション）
- Edubuntu

## 販売状況
インテルのクラスメイトPCは世界各国で販売されている。ブランド名を付け替えて、現地ベンダーのブランドで販売されることもある。アメリカ合衆国では Amazon.com や shopmanda.com で販売されている。

### ラテンアメリカ
ラテンアメリカでは、国際的に十分な資金援助があり、メキシコ政府とブラジル政府がクラスメイトPCと OLPC XO-1 のどちらを採用するかを評価している。ブラジル政府は、どちらのハードウェアを選んだとしても、Linux を採用すると発表した。インテルは Mandriva Linux, Discovery 2007 edition と同時にブラジルの企業 Metasys の Classmate 2.0 というLinuxディストリビューションをプリインストールして出荷することを約束した。
最近（2008年）では、ベネズエラ政府がポルトガルの製造企業に100万台のクラスメイトPCを発注した。これは、ポルトガル政府との30億アメリカドル以上の相互契約の一部である。
クラスメイトPCはアルゼンチンでも入手可能である。

### アフリカ
アフリカでは、リビアに15万台が売れ、既に出荷が始まっている。

### アジア
アジアでは、インドネシアの地元企業 Axioo と Zyrex が2008年3月から販売を開始している。Zyrex のブランド名は Anoa で、Intel ULV 900MHz（FSB 400MHz)のプロセッサ、512MB RAM、2GB メモリディスク、WiFi、LAN、7インチLCD、USB 2ポート、カードリーダーを備えている。Linuxまたは Windows XP を搭載し、XP 搭載版はライセンスのせいで割高である。
インドでは、HCL Infosystems の Mileap-X シリーズのブランド名で販売されている。OSは Edubuntu。
2007年後半、ベトナム政府はクラスメイトPCを値引き価格で購入し、学校に配布する契約を締結した。OSとしては Hacao Linux を搭載しているため、政府はライセンス料を節約できた。
日本では2008年8月7日、インテルと内田洋行が共同し、首都圏の小学校でクラスメイトPCを教育に活用する実証実験を行うことを発表した。

### ヨーロッパとアメリカ合衆国
第2世代のクラスメイトPCはヨーロッパおよびアメリカ合衆国でも発売された。これは、大量生産による価格低下を見込んだものである。
イギリスや他のEU諸国では、CMS Computers が販売している。
2008年5月20日、イタリアの企業 Olidata はクラスメイトPCの改良版 Jumpc を発売すると発表した。まずイタリア国内での販売となったが、同年末にはEU諸国で発売された。
2008年7月31日、インテルと JP Sá Couto はポルトガル政府と共に、クラスメイトPCに基づくコンピュータ "Magalhães" をポルトガル国内で（JP Sá Couto が）製造し、ポルトガル国内の全小学生に1台50ユーロで配布し（低所得の場合は無料または20ユーロ）、他国にも輸出すると発表した。
ギリシアでは、7インチLCD版が InfoQuest 製 "Quest Classmate" として販売されている（外装は青）。2GBのメモリディスク、Windows XP Professional を搭載し、HDDやカメラやSDカードスロットをサポートしていない。
セルビアのIT企業 "COMTRADE" は、2009年4月から "ComTrade CoolBook" の名前でクラスメイトPCを発表し、既に30台をベオグラード市内の小学校に寄付した。

### カナダ
カナダでは、MDG Computers が以下のブランド名でクラスメイトPCを販売している。
- 第2世代を MDG Mini 8.9" Rugged Netbook PC
- 第3世代を MDG Flip 8.9" Touchscreen Netbook PC

これらは sears.ca、theshoppingchannel.com、および小売店経由で販売されている。
2009年第4四半期には、両方の10.1インチ版が発売される予定。

## OLPCプロジェクトとの比較
クラスメイトPCとOLPCプロジェクトには、その目標に若干の差異がある。クラスメイトPCの方がWindowsを主と考えており、容量などが若干大きい。現在のコンピュータ市場で支配的なテクノロジーを採用しているものの、ユーザーはベンダロックインに注意する必要がある。一方 XOはFOSS環境を提供することを主眼としている。
OLPCのハードウェアとソフトウェアは教育用途に高度にカスタマイズされているが、インテルは途上国が汎用PCを望んでいると主張した。2005年12月、インテルは公式にXOを 'gadget'（「つまらないもの」という意味もある）と評した。
インテルは2007年7月にOLPCプロジェクトに参加し、同プロジェクトのノートパソコンにインテル製CPUを採用させようとしたが、2008年1月には離脱した。インテルのスポークスマン Chuck Mulloy は離脱の理由を、OLPC側が競合する低価格ノートパソコンへの支援をやめるよう求めたからだとした。一方OLPC創設者のニコラス・ネグロポンテは、インテルがOLPCのマシンが売れないよう裏で手を回していたと非難した。

### 技術比較
|                          | クラスメイトPC | OLPC XO-1 |
| ------------------------ | --- | --- |
| プロセッサ               | Intel Atom N270 1.6 GHz プロセッサ Intel Celeron M 900 MHz プロセッサ                                                                | AMD Geode LX700@0.8 W + 5536 |
| ディスプレイ             | 8.9" 1024 × 600 カラーLCD 7" 800 × 480 カラーLCD 8.9" 1024 x 600 タッチスクリーン                                                    | 低消費電力、直射日光下で読める、交換可能なLEDバックライト、低製造コスト 800×600（カラーモード）、1200×900（モノクロモード） 7.5-インチ LCD                                                       |
| メモリ                   | 1 GB / 512MB DDR-II 256MB（Linuxのみ）または512MB SO-DIMM                                                                            | 256 MiB DRAM |
| オペレーティングシステム | 1. Mandriva Linux Discovery 2007 2. Metasys Classmate 2.0 3. Ubuntu Education Edition for the ClassmatePC 4. Windows XP Professional | 1. Fedoraのカスタマイズ版 2. Ubuntuのカスタマイズ版 3. Windows XP のカスタマイズ版（ライセンス料は1台当たり10ドル）                                                                              |
| ストレージ               | 16GB / 8GB / 4GB Flash (1.8" HDD), 1GB（Linuxのみ）, 2GB, 4GB Flash, 30GB HDD                                                        | 1024 MiB SLC NANDフラッシュ、高速フラッシュコントローラ |
| 環境への影響             | | RoHS準拠、消費電力は2W、 compliant, 2W power consumption, LiFePO4バッテリー、その場での修理が容易な設計で、寿命が長い。                                                                          |
| 可搬性                   | 防水キーボード、衝撃対応設計、丈夫で汚れを落としやすいプラスチック外装                                                               | 厚さ 2 mm のケース（1.3mm程度が一般的）、各種ポートにはフタ付き。防塵防水設計 |
| 重量                     | 1.25 kg – 1.49 kg | 1.45 kg - 1.58 kg |
| セキュリティ             | ハードウェアによる盗難防止 | Bitfrost |
| オーディオ               | ステレオ2チャンネル、スピーカーとマイクを内蔵し、それぞれ外部接続用ジャックもある。                                                  | AC97-互換オーディオシステム。ステレオスピーカーとアンプを内蔵。モノラルマイク内蔵。マイクおよびヘッドフォン用ジャックあり。アンプとしては Analog Devices AD1888 と Analog Devices SSM2211 を採用 |
| カメラ                   | 1.3 Mピクセル。640×480で毎秒30フレーム                                                                                               | 640×480で30FPSのカメラを内蔵 |
| 接続性                   | 10/100M イーサネット、無線LAN 802.11b/g/n （アンテナ付き）、fMeshサポート（Linuxのみ） , セキュリティ: WPA, WPA-PSK, WPA2, WPA2-PSK  | 802.11b/g (2.4 GHz) インタフェース内蔵。802.11s メッシュネットワークをサポート。 |

## メディアへの露出
- BBCワールドニュースは2008年1月10日、OLPCとクラスメイトPCについての番組を放送した。